# 兰亭荡
兰亭荡是一个位于中国江苏省盐城市的淡水湖，面积约为4.65平方千米，属于淮河区。它的一级流域为淮河流域，二级流域为淮河干流水系。